# Amenófis (filho de Hapu)

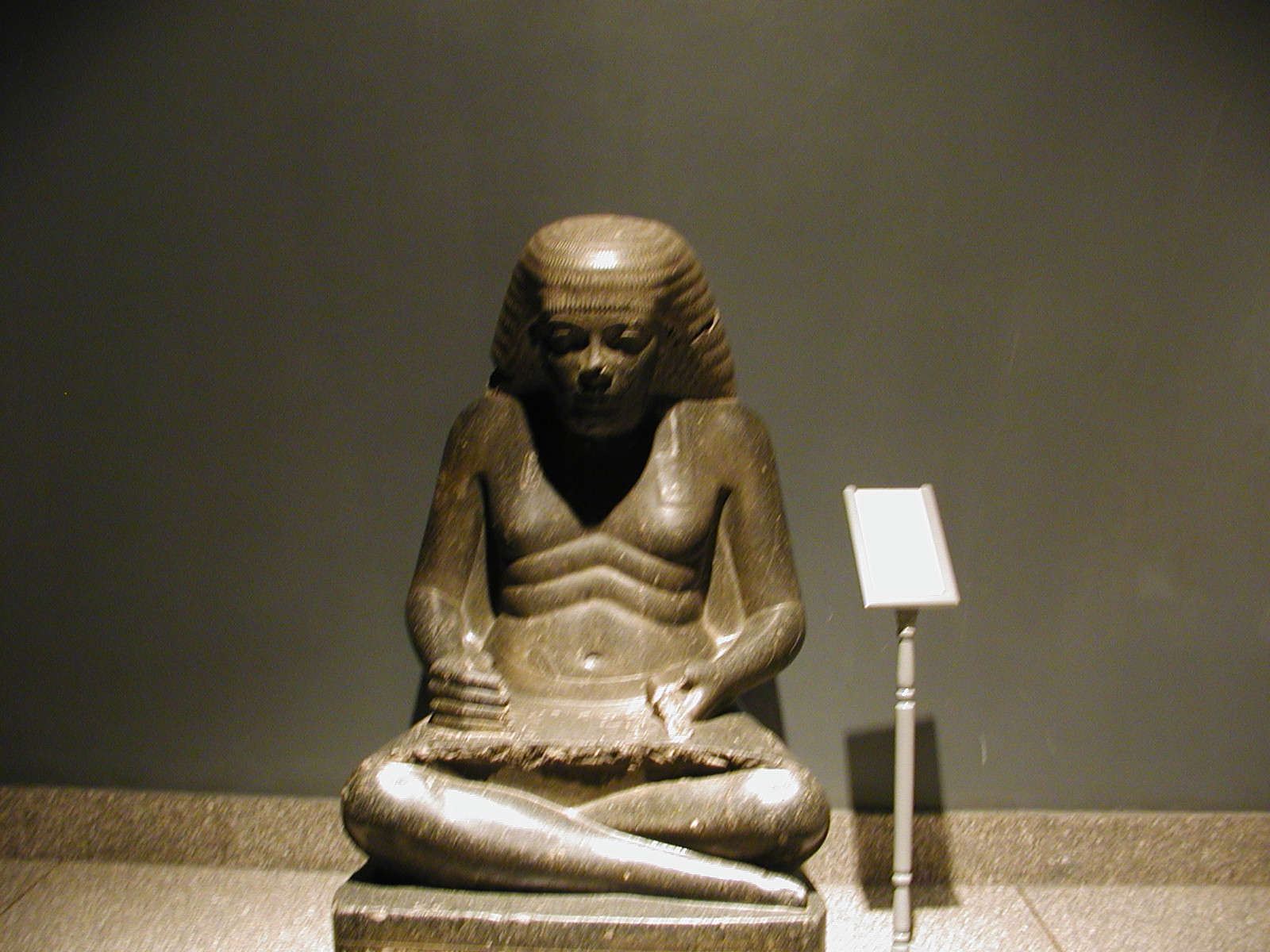
Amenófis, filho de Hapu. Museu de Luxor, Egipto

Amenófis, dito "filho de Hapu" (Atribis, 1440 a.C. - 1360 a.C.) foi um Tjati do faraó Amenófis III durante a XVIII dinastia egípcia. Desempenhou funções de comando militar, mas foi também arquitecto. À semelhança de Imhotep, foi transformado numa divindade.
Nasceu em Atribis, uma cidade da região do Delta do Nilo, sendo de origem humilde. Começou a sua carreira como escriba, antes de alcançar o título de vizir.
Entre as obras que supervisionou encontram-se os Colossos de Memnon, nome que os gregos deram a duas estátuas de pedra do faraó Amenófis III.
O faraó dedicou-lhe uma estátua no seu templo de Carnaque, um feito raro na época, dado que o seu vizir não tinha origem real. Morreu com oitenta anos, tendo o seu túmulo sido escavado na rocha, na margem ocidental do Nilo, em Tebas.
A deificação da sua pessoa só se desenvolve verdadeiramente na era ptolemaica (mil anos depois da sua morte), quando Ptolomeu IV construiu um templo em Deir Almedina em volta da sua campa. Nesta era ele foi considerado como uma divindade detentora de poderes curativos, sendo associado a Osíris e a Amom-Rá. Era representado como um homem segurando um rolo de papiro.